# أمنية الخياط
أمنية إيراهيم الخياط (مواليد الثامن من سبتمبر عام 1985) كاتبة مصرية تخرجت في قسم الصحافة في كلية الإعلام بجامعة القاهرة وعملت كمراسلة لإذاعة راديو سوا ثم راديو بي بي سي عربي وتدرس حاليا ماجستير الصحافة الدولية في جامعة برونيل في لندن. صدرت لها رواية "سبتمبر" عام 2011 ، ودخلت ترشيحات جائزة البوكر العربية. ثم نشرت في 2024 مجموعة بعنوان "نسوة المدينة"